# Deftones
Deftones er et amerikansk eksperimentel metal-band fra Sacramento, Californien, der blev dannet i 1988.

## Historie
Oprindeligt bestod gruppen af sanger Chino Moreno, trommeslager Abe Cunningham og guitarist Stephen Carpenter. Efterfølgende sluttede bassisten Chi Cheng sig til gruppen, som derved var komplet. Deftones begynde at spille på lokale spillesteder og blev efterfølgende opdaget efter en koncert. Deres første album Adrenaline udkom i 1995.
Til gruppens andet album Around the Fur blev DJ'en Frank Delgado en del af bandet og har været det lige siden. Tilføjelse af Delgado har formet Deftones lydbillede markant, da musikken blev mere stemningsfyldt. Kritikere har ofte nævnt dem som værende et af de mest unikke rockbands i verden, pga. deres meget specielle titler og tekster samt rå lyd kombineret med en helt særlig atmosfære. For mange kritikkere toppede gruppen med deres tredje album White Pony, som udkom i 2000. White Pony har et godt mix af tunge riffs, vokal, spændende trommerytmer og en drømmende længsel. For at følge op på succesen med White Pony blev det noget tungere album blot kaldet Deftones, som blev udgivet i 2003.
I 2005 udkom så, det for gruppens fans, meget kontroversielle album Saturday Night Wrist (SNW). SNW var Detfones mest stemningsfyldte album, da det udkom. Nogle fans mener, at albummet er gruppens dårligste, mens andre mener, at det er det bedste materiale, som Deftones har udgivet. SNW skabte også spild internt i bandet og med deres producer, hvilket gjorde at gruppen var lige ved at gå i opløsning. Gruppen blev dog sammen og arbejdede efterfølgende med det tungere album Eros. Eros blev dog aldrig udgivet, da Chi, efter en bilulykke, endte i et lang koma. Chi er i dag i bedring, men Deftones har pt. erstattet Chi med bandets gode ven Sergio Vega . Pga. Chi's uheld blev Eros skrinlagt og i stedet startede gruppen forfra sammen med Vega. Resultatet blev Diamond Eyes, som udkom i 2010. Fans har i øvrigt ofte diskuteret, hvorvidt forsanger Chino har mistet stemmen i løbet af årene pga. meget råben i Deftones' sange. Det kan især høres på Deftones' nyere koncerter sammenlignet med de ældre. Chino har gennem årene modtaget sangundervisning og anvender i højere grad egentlig sang frem for skrig, hvilket kan høres på gruppens seneste album Koi No Yokan fra 2012, hvor der i meget mindre grad bliver anvendt skrig. Koi No Yokan er stadig med Vega på bas og betyder på japansk groft oversat kærlighed ved første blik.

## Aktive Medlemmer
- Abe Cunningham (Trommer)
- Chino Moreno (Vokal/Guitar)
- Stephen Carpenter (Guitar)
- Frank Delgado (DJ/'Turntables')
- Sergio Vega (Bas/Backing Vokal)

## Inaktive Medlemmer
- Chi Cheng (Bas/Backing Vokal)

## Diskografi
- Adrenaline (1995)
- Around the Fur (1997)
- White Pony (2000)
- Deftones (2003)
- Saturday Night Wrist (2006)
- Diamond Eyes (2010)
- Koi No Yokan (2012)
- Gore (2016)
- Ohms (2020)
- Private Music (2025)

## Andre Udgivelser
- (Like) Linus (Uofficielt demo album - 1993)
- B-sides And Rarities (Album med covers og B-side - 2005)